# 卡爾弗特鎮區 (阿肯色州格蘭特縣)
卡爾弗特鎮區（英語：Calvert Township）是位於美國阿肯色州格蘭特縣的一個行政鎮區。

## 地方資料
卡爾弗特鎮區的面積為154.61平方千米，當中陸地面積為154.31平方千米，而水域面積為0.30平方千米。根據2010年美國人口普查的數據，當地共有人口1442人，而人口密度為每平方千米9.33人。